# Zespół Charlina
Zespół Charlina – nerwoból nosowo-rzęskowy, objawiający się silnymi bólami połowy twarzy z jednoczasowym łzawieniem i przekrwieniem gałki ocznej.